# Cleveland National Forest
Der Cleveland National Forest ist ein US-amerikanischer National Forest, der in den drei Countys San Diego County, Riverside County und Orange County im Süden Kaliforniens liegt. Er umfasst ein Gebiet von etwa 1900 Quadratkilometern und ist der südlichste Nationalforst Kaliforniens. Das Klima ist überwiegend trocken mediterran. Verwaltet und beaufsichtigt wird der Forst vom United States Forest Service, einer dem Landwirtschaftsministerium der Vereinigten Staaten angehörigen staatlichen Behörde. Er ist aufgeteilt in die drei Ranger Districts Descanso, Palomar und Trabuco.

## Geschichte
Der Cleveland National Forest entstand am 1. Juli 1908. Präsident Theodore Roosevelt ordnete den Zusammenschluss der beiden bereits bestehenden Naturreservate Trabuco Canyon National Reserve und San Jacinto National Reserve an, der neue Nationalforst wurde schließlich nach dem früheren US-Präsidenten Grover Cleveland benannt. Der Nationalforst wurde 1889 wie auch 2003 von den beiden bis heute größten Waldbränden der Geschichte Kaliforniens heimgesucht. Beide Male wurden große Teile der natürlichen Wald- und Grünbestände vernichtet und zahlreiche Tierarten und Spezies akut gefährdet.

## Distrikte
Der Cleveland National Forest besteht heute aus drei größeren Verwaltungseinheiten:
- Der Norden der Nationalforstes fällt in den Trabuco Ranger District. Zu ihm gehören weite Teile des Santa-Ana-Gebirges, einer etwa 60 Kilometer langen Gebirgskette südöstlich von Los Angeles. Der Distrikt wird von der California State Route 74, auch bekannt als Ortega Highway, durchlaufen und reicht im Norden bis zur Großstadt Corona.
- Der mittlere Teil des Nationalforstes wird als Paloma Ranger District bezeichnet, er liegt nahe den beiden Städten Escondido und Ramona. Er wird von der California State Route 76 durchlaufen, die bis zur Spitze des Palomar Mountain führt und daher den Spitznamen Highway to the Stars erhielt.
- Der südliche Teil des Nationalforstes ist der Descanso Ranger District, der sich östlich der Stadt El Cajon erstreckt. Durch ihn verläuft der Sunrise Highway, einer der US-amerikanischen National Scenic Byways.

## Aktivitäten

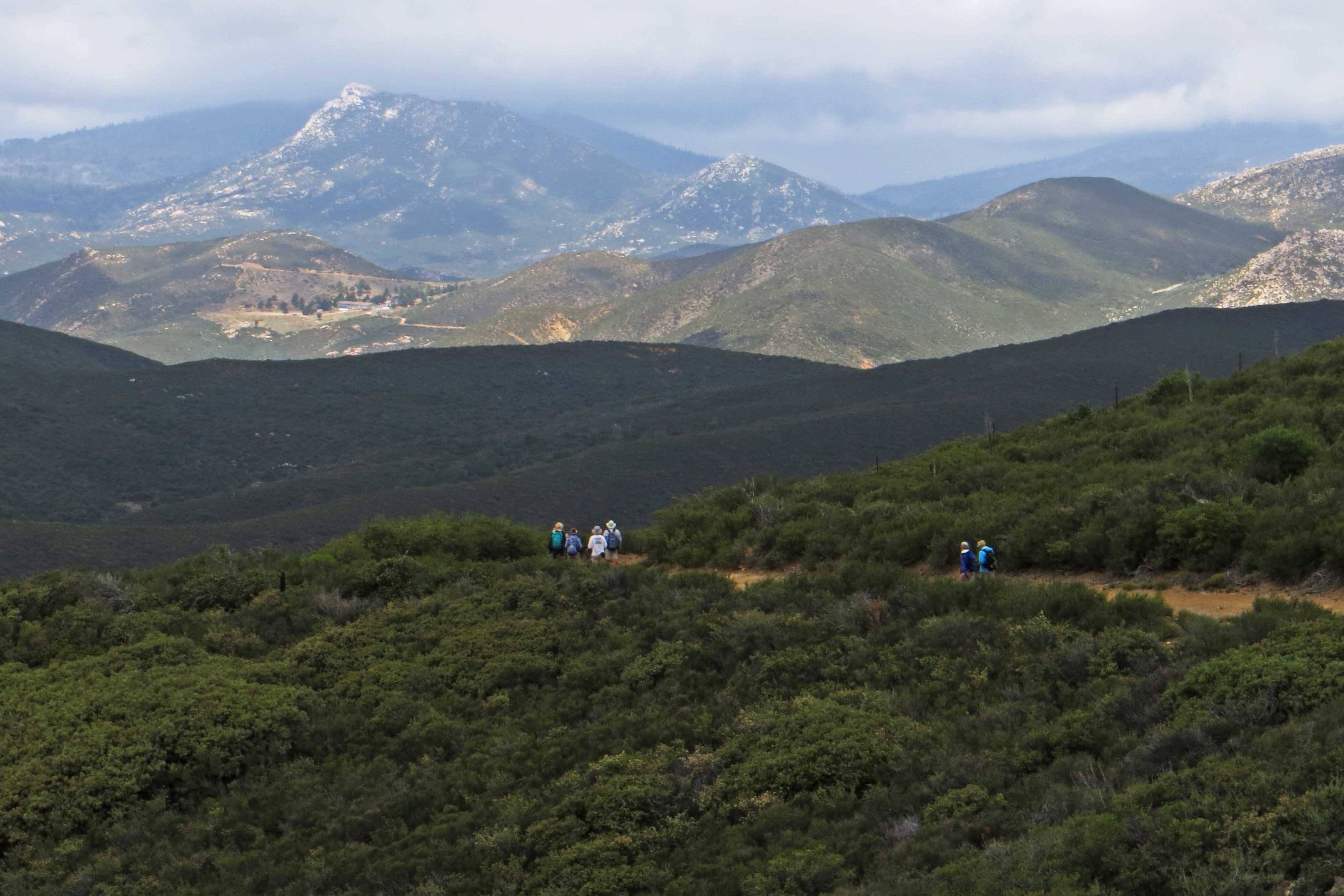
Blick auf Cuyamaca Mountains und Stonewall Peak

Zu den beliebtesten und häufigsten Aktivitäten innerhalb des Nationalforsts gehören Picknicke, Bergwanderungen, Pferdeausritte, Camping und Autofahrten entlang des Sunrise Scenic Highway. Zum Nationalforst gehört auch der Corral Canyon sowie verschiedene „Wildomar Off-Highway Vehicle Areas“, also Gelände außerhalb der Highways, die mit dem Auto befahren werden können. Campingplätze befinden sich in allen drei Distrikten und sind pro Übernachtungsstelle normalerweise auf eine Größe von zwei Fahrzeugen und sechs bis acht Personen ausgelegt. Eine weitere Sehenswürdigkeit des Nationalforsts ist das Mount Laguna Observatory, von dessen drei Großteleskopen eines der Öffentlichkeit zugänglich ist.
In den drei Distrikten befinden sich insgesamt vier sogenannte Totalreservate, also Gebiete, die vor menschlichen Einflüssen geschützt und der natürlichen Entwicklung überlassen werden. Diese Kategorie von Naturschutzgebieten wird in den Vereinigten Staaten als Wilderness Area bezeichnet. Im Cleveland National Forest sind dies Agua Tibia Wilderness, Hauser Wilderness, Pine Creek Wilderness sowie San Mateo Canyon Wilderness.